# Thibeau Stockbroekx
Thibeau Stockbroekx (20 juli 2000) is een Belgisch hockeyer.

## Levensloop
Stockbroekx kreeg zijn jeugdopleiding bij Royal Antwerp. In 2019 maakte hij de overstap naar het Nederlandse HC Oranje-Rood.
Daarnaast is hij  actief bij het Belgisch hockeyteam. Hij maakte zijn debuut in de nationale ploeg in november 2020. Met de nationale selectie behaalde hij onder meer zilver op het wereldkampioenschap van 2023.
Stockbroekx is afkomstig uit Schilde en studeert Sport & Bewegen aan de Thomas More Hogeschool. Zijn broer Gregory en achterneef Emmanuel zijn eveneens actief in het hockey.